# 平沼内閣
平沼内閣（ひらぬまないかく）は、枢密院議長の平沼騏一郎が第35代内閣総理大臣に任命され、1939年（昭和14年）1月5日から1939年（昭和14年）8月30日まで続いた日本の内閣。

## 閣僚の顔ぶれ・人事

### 国務大臣
1939年（昭和14年）1月5日任命。在職日数238日。 
| 職名 | 代 | 氏名       | 氏名 | 出身等                        | 特命事項等                   | 備考                  |
| --- | -- | ---------- | ---- | ----------------------------- | ---------------------------- | --------------------- |
| 内閣総理大臣 | 35 | 平沼騏一郎 |      | 貴族院 無所属 （無会派） 男爵 | 枢密顧問官。興亜院総裁兼任。 |                       |
| 外務大臣 | 52 | 有田八郎   |      | 貴族院 無所属 （無会派）      |                              | 留任                  |
| 内務大臣 | 51 | 木戸幸一   |      | 貴族院 無所属 （火曜会） 侯爵 |                              |                       |
| 大蔵大臣 | 39 | 石渡荘太郎 |      | 大蔵省                        |                              | 初入閣                |
| 陸軍大臣 | 27 | 板垣征四郎 |      | 陸軍中将 （陸大28期）         | 対満事務局総裁兼任           | 留任                  |
| 海軍大臣 | 19 | 米内光政   |      | 海軍大将 （海大甲種12期）     |                              | 留任                  |
| 司法大臣 | 38 | 塩野季彦   |      | 司法省                        | 逓信大臣兼任                 | 留任                  |
| 文部大臣 | 49 | 荒木貞夫   |      | 予備役陸軍大将 男爵           |                              | 留任                  |
| 農林大臣 | 13 | 櫻内幸雄   |      | 衆議院 立憲民政党             |                              |                       |
| 商工大臣 | 17 | 八田嘉明   |      | 貴族院 無所属 （研究会）      | 拓務大臣兼任                 |                       |
| 逓信大臣 | 43 | 塩野季彦   |      | 司法省                        | 司法大臣兼任                 | 1939年4月7日免兼      |
| 逓信大臣 | 44 | 田辺治通   |      | 逓信省                        |                              | 初入閣 1939年4月7日任 |
| 鉄道大臣 | 16 | 前田米蔵   |      | 衆議院 立憲政友会             |                              |                       |
| 拓務大臣 | 14 | 八田嘉明   |      | 貴族院 無所属 （研究会）      | 商工大臣兼任                 | 留任 1939年4月7日免兼 |
| 拓務大臣 | 15 | 小磯國昭   |      | 予備役陸軍大将 （陸大22期）   |                              | 初入閣 1939年4月7日任 |
| 厚生大臣 | 2  | 広瀬久忠   |      | 内務省                        |                              | 初入閣                |
| 班列 | -  | 近衛文麿   |      | 貴族院 無所属 （火曜会） 公爵 |                              |                       |
| 1. 辞令のある留任は個別の代として記載し、辞令のない留任は記載しない。 2. 臨時代理は、大臣空位の場合のみ記載し、海外出張時等の一時不在代理は記載しない。 3. 代数は、臨時兼任・臨時代理を数えず、兼任・兼務は数える。 |    |            |      |                               |                              |                       |

### 内閣書記官長・法制局長官
1939年（昭和14年）1月5日任命。
| 職名 | 代 | 氏名     | 氏名 | 出身等                   | 特命事項等 | 備考           |
| --- | -- | -------- | ---- | ------------------------ | ---------- | -------------- |
| 内閣書記官長 | 40 | 田辺治通 |      | 逓信省                   |            | 1939年4月7日免 |
| 内閣書記官長 | 41 | 太田耕造 |      | 民間                     |            | 1939年4月7日任 |
| 法制局長官 | 38 | 黒崎定三 |      | 貴族院 無所属 （研究会） |            |                |
| 1. 辞令のある留任は個別の代として記載し、辞令のない留任は記載しない。 2. 臨時代理は、大臣空位の場合のみ記載し、海外出張時等の一時不在代理は記載しない。 3. 代数は、臨時兼任・臨時代理を数えず、兼任・兼務は数える。 |    |          |      |                          |            |                |

### 政務次官
1939年（昭和14年）1月19日任命。
| 職名         | 氏名       | 出身等                                            | 備考 |
| ------------ | ---------- | ------------------------------------------------- | ---- |
| 外務政務次官 | 清水留三郎 | 衆議院／立憲民政党                                |      |
| 内務政務次官 | 漢那憲和   | 衆議院／立憲民政党／予備役海軍少将（海大甲種9期） |      |
| 大蔵政務次官 | 松村光三   | 衆議院／立憲政友会                                |      |
| 陸軍政務次官 | 西村茂生   | 衆議院／立憲政友会                                |      |
| 海軍政務次官 | 松田竹千代 | 衆議院／立憲民政党                                |      |
| 司法政務次官 | 倉元要一   | 衆議院／立憲政友会                                |      |
| 文部政務次官 | 小柳牧衛   | 衆議院／立憲民政党                                |      |
| 農林政務次官 | 松村謙三   | 衆議院／立憲民政党                                |      |
| 商工政務次官 | 今井健彦   | 衆議院／立憲政友会                                |      |
| 逓信政務次官 | 平川松太郎 | 衆議院／立憲民政党                                |      |
| 鉄道政務次官 | 工藤十三雄 | 衆議院／立憲政友会                                |      |
| 拓務政務次官 | 寺田市正   | 衆議院／立憲政友会                                |      |
| 厚生政務次官 | 津崎尚武   | 衆議院／立憲政友会                                |      |

### 参与官
1939年（昭和14年）1月19日任命。
| 職名       | 氏名       | 出身等                                         | 備考 |
| ---------- | ---------- | ---------------------------------------------- | ---- |
| 外務参与官 | 箸本太吉   | 衆議院／立憲政友会                             |      |
| 内務参与官 | 中井一夫   | 衆議院／立憲政友会                             |      |
| 大蔵参与官 | 矢野庄太郎 | 衆議院／立憲民政党                             |      |
| 陸軍参与官 | 中井川浩   | 衆議院／立憲民政党                             |      |
| 海軍参与官 | 中原謹司   | 衆議院／立憲民政党                             |      |
| 司法参与官 | 浜野徹太郎 | 衆議院／立憲民政党                             |      |
| 文部参与官 | 野中徹也   | 衆議院／国民同盟                               |      |
| 農林参与官 | 林譲治     | 衆議院／立憲政友会                             |      |
| 商工参与官 | 沢田利吉   | 衆議院／立憲民政党                             |      |
| 逓信参与官 | 上田孝吉   | 衆議院／立憲政友会                             |      |
| 鉄道参与官 | 青木亮貫   | 衆議院／立憲民政党                             |      |
| 拓務参与官 | 江藤源九郎 | 衆議院／日本革新党／予備役陸軍少将（陸士11期） |      |
| 厚生参与官 | 綾部健太郎 | 衆議院／立憲政友会                             |      |

## 勢力早見表
※ 内閣発足当初（前内閣の事務引継は除く）。
| 出身       | 国務大臣 | 政務次官 | 参与官 | その他                     |
| ---------- | -------- | -------- | ------ | -------------------------- |
| 立憲政友会 | 1        | 7        | 5      |                            |
| 立憲民政党 | 1        | 6        | 6      |                            |
| 国民同盟   | 0        | 0        | 1      |                            |
| 日本革新党 | 0        | 0        | 1      |                            |
| 研究会     | 2        | 0        | 0      | 法制局長官                 |
| 火曜会     | 2        | 0        | 0      |                            |
| 無所属     | 2        | 0        | 0      |                            |
| 軍部       | 3        | 0        | 0      |                            |
| 官僚       | 3        | 0        | 0      | 内閣書記官長 国務大臣のべ4 |
|            | 14       | 13       | 13     | 国務大臣のべ15             |

## 内閣の動き
1938年末、世論の衆望を受けて政権の座にあった近衛文麿首相が、社会統制化等を巡る政権内に対決に嫌気がさしたことにより突如として辞任、後継には平沼騏一郎枢密院議長が立てられる。平沼枢相は旧来から首相候補の一人であったが、西園寺公望元老は平沼の観念右翼的言動を嫌っていたことから、湯浅倉平内大臣が西園寺元老の意見を聴取したうえで上奏、大命降下がなされる形をとった。当時すでに声望を失っていた政党からは、二大政党の立憲民政党、立憲政友会がそれぞれ大臣1人を輩出するにとどまった。

### 日独伊三国同盟
当時の欧州は、共産主義を推し進めるソ連、一党独裁（ファシズム）による反共・国家社会主義をとる独伊、自由主義の英仏の三大勢力に分かれており、近衛政権時の日本では独伊との接近を模索していた。対して平沼首相は、ファシズムによる社会主義には反対であり、これを推し進める陸軍との間での対立が起こる。
1月19日、五相会議において、「独伊への武力援助については、対英仏において対ソと同程度とするかは状況による」とする妥協案が成立し、独伊両国と交渉がもたれるが不調に終わる。再度閣内で検討の上、独伊が納得しない場合は多少色を付けた第二案を提議することとなった。
ところが、現地で交渉に当たった大島浩駐独大使および白鳥敏夫駐伊大使は、第三国からの攻撃があった時には参戦の義務を負うことを独断で確約する。有田外相は取り消しもしくは交渉打ち切りを主張したが、板垣陸相の反対により頓挫し、有田外相は辞意を表明する（のちに撤回）。大島・白鳥両大使は政府の態度が不明確であることを理由に本国召還を自ら要求するなど、外相に公然と反対の立場をとる。6月5日、
- 独伊と英仏の間の戦争の場合は、独伊側に与し、英仏側に加わらない。
- ただし、行為としては、日本は現在および近い将来有効な武力援助はできない

という妥協案が出され、イタリアは同意するがドイツは反対する。
8月に入ると、板垣陸相は無留保の同盟締結を強硬に主張するようになり、平沼首相、有田外相らと対立。大島、白鳥両大使も引き続き辞職をほのめかす等、政権崩壊の危機が高まる中、突如として独ソ不可侵条約が締結される。

### 日ソ関係・ノモンハン事件
5月、日ソ両軍の武力衝突が発生。両軍ともに大損害を被るが、ソ連が被害を隠し通したことにより、国境線を巡る戦後交渉ではおおむねソ連の主張が通ることとなった。

8月22日、独ソ不可侵条約が突如として締結され、「親独反ソ」という近衛政権以来の外交の既定路線が根本から覆される。翌23日、平沼首相は、
独ソ不可侵条約の成立は、日本外交が捨て身を喰らったようなもので、これは、陸軍の無理から来た失敗である。こうなっては、陸軍に反省を求めるためにも陛下に対するお詫びのためにも総辞職したい 
との意向を示し、後継に阿部信行陸軍大将が選任されたのちの28日に内閣総辞職。総辞職に当たっての談話
今回帰結せられたる独ソ不侵略条約に依り、欧州の天地は複雑怪奇なる新情勢を生じたので、我が方は之に鑑み従来準備し来った政策は之を打切り、更に別途の政策樹立を必要とするに至りました
の内、「（欧州情勢）複雑怪奇」の語は、平沼内閣および当時の日本政治を指す代名詞として後世に伝わっている

### 統制経済
1939年2月14日、金属資源の不足に備え、「金製品回収・強制買い上げ」を実施。
4月12日、米穀配給統制令法が公布され、米穀取引の権限が民間から政府に移管された。
7月8日、国民徴用令が公布され、人員動員が強化された。